# Paraphaenocladius impensus
Paraphaenocladius impensus är en tvåvingeart som först beskrevs av Walker 1856.  Paraphaenocladius impensus ingår i släktet Paraphaenocladius och familjen fjädermyggor. Arten är reproducerande i Sverige. Inga underarter finns listade i Catalogue of Life.